# HU-210
HU-210，分子式C25H38O3，是一种人工合成的大麻素，由耶路撒冷希伯來大學的拉斐尔·梅舒朗团队在1988年开发。